# Laboratorios Bagó
Laboratorios Bagó es una multinacional de origen argentino dedicada a la industria química-farmacéutica. Fue fundada en 1934 por Sebastián Bagó. Tiene su sede central en Buenos Aires. Sus hijos Sebastián (quien actualmente preside el Grupo Bagó) y Juan Carlos Bagó, han dirigido la empresa.
En la actualidad, Laboratorios Bagó tiene presencia en 22 países de Latinoamérica, Europa y Asia y sus productos se encuentran en 47 países de todo el mundo, siendo líder en el segmento. Su principal competidor es el también argentino laboratorio Roemmers.

## Historia
Bagó nace el 11 de abril de 1934. Sebastián Bagó funda esta precursora compañía farmacéutica. Su expansión y desarrollo comenzó en 1945, siendo el primer laboratorio en fabricar productos sobre la base de penicilina en Argentina. A partir de 1960, amplió su área de cobertura concretando las primeras exportaciones a Latinoamérica. Luego, en 1968 lanza al mercado la "Trifacilina", la primera ampicilina del mercado argentino, actualizando significativamente la terapéutica antiinfecciosa que disponía el país.
En el ámbito científico, Laboratorios Bagó descubrió la molécula original del Talniflumato, un potente antiinflamatorio no esteroide de excelente tolerancia gástrica que, actualmente, también se exporta al sudeste asiático.
Bagó tiene productos en más de 50 países y cuenta con 11 plantas productivas en el mundo. Mediante investigación y desarrollos propios, consiguió 148 patentes obtenidas en 28 países por investigaciones y desarrollo propios comercializando más de 480 productos que cubren 46 líneas terapéuticas son algunos de los logros que distinguen nuestra trayectoria.
La calidad y efectividad terapéutica de sus productos están garantizadas por las más estrictas evaluaciones farmacotécnicas y clínicas,[cita requerida] así como por el cumplimiento de las normativas internacionales más exigentes.
Bagó posee una unidad de negocios dedicada exclusivamente a la investigación y tratamiento de la Esclerosis Múltiple: Synthon-Bagó, que nace de un acuerdo entre la compañía holandesa Synthon y Laboratorios Bagó, con el fin de ser la primera empresa farmacéutica argentina dedicada exclusivamente al tratamiento de la Esclerosis Múltiple (EM).
La empresa se encuentra integrada por 11 plantas en el mundo ubicadas estratégicamente en Argentina, Bolivia, Brasil, Chile, México, Pakistán y Uruguay.
En Argentina cuenta con 3 plantas industriales: dos de ellas farmacéuticas, la primera ubicada en la ciudad de La Plata. La segunda, especializada en antibióticos en el Parque Industrial de La Rioja, y una planta farmoquímica en la localidad de City Bell. Estas se complementan con un Centro de Investigaciones Científicas y Tecnológicas también instaladas en City Bell.

## Actualidad
En la actualidad, la Facultad de Ingeniería de la Universidad de Entre Ríos fue elegida por Laboratorios Bagó para diseñar el prototipo de un Sistema de Registro de Señal Electrocardiográfica de larga duración. A partir del convenio firmado, Bagó avanza en su primer proyecto de desarrollo de tecnología médica.